# 후치경 방출 마찰음
후치경 방출 마찰음(後齒莖放出摩擦音)은 자음의 하나로, 설단과 후치경에서 조음하는 방출마찰음이다. IPA 기호는 ʃʼ이다.
듣기: